# 天測航法

六分儀

天測航法（てんそくこうほう、celestial navigation、astronavigation）または天文航法（てんもんこうほう）とは、陸地の見えない外洋で天体を観測することで船舶や航空機の位置を特定する航海術である。数千年に亘って徐々に発達してきた。目に見える天体（太陽、月、惑星、恒星）と水平線（視地平）の角度（仰角、天測航法では「高度角」と呼ぶ）を計測するのが基本である。太陽と水平線から太陽の高度角を計測するのが最も一般的である。熟練した航海士はそれに加えて月や惑星や航海年鑑に座標が出ている57個の恒星を使う。
天測航法の実行にあたっては、まず推測位置（Dead Reckoning）を常時記録し、それと比較する形で天体の高度を六分儀等で測定する。測定値には大気差・高度補正（気温・気圧・視高）などの修正が加えられ、天測暦等に基づいて得られる理論高度との差異から位置のずれを算出し、その後の船位を補正する。熟練した航海士は、太陽・月・惑星・恒星を組み合わせた複数の天体観測を行い、観測値の平均化や誤差の評価を通じて位置精度を高めるとされる。

## 概要
天測航法は、空に見える天体と視地平との間の角度を測定することで、地球上の現在位置を求める技法であり、海上だけでなく陸上でも使える。ある与えられた時点において、どの天体であってもそれが真上に見える場所は地球上に1カ所しかなく、その位置は緯度と経度で表される。その地理的位置を天体のGP (geographic position) と呼び、その正確な位置は航海年鑑や航空年鑑に表の形で秒単位で示されている。「天測計算 (sight reduction)」と呼ばれる計算を行うことで、航海図や位置決定用図に「位置の線 (LOP, Line Of Position)」と呼ばれる線をひく。測定を行った観測者はこの線上のどこかに位置している。LOPは実際には、観測した天体のGPを取り囲んでいる地球上の大きな円のごく一部である。ある時点にこの円の上で問題の天体の高度角を測定すると、どの位置であっても同じ高度角が得られる。この前提は天測航法の最も一般的技法の基本であり "Altitude-Intercept Method"（高度差法）と呼ばれる。
他にも同様に六分儀を使って計測した結果を使う天測航法の技法がいくつかある。例えば「正午天測法 (Noon Sight)」やさらに古い「月距法 (Lunar Distance)」である。ジョシュア・スローカムは、世界初の単独世界一周航海で月距法を使っていた。高度差法とは異なり、正午天測法や月距法は正確な時刻を知らなくともよい。高度差法では、観測時の正確な秒単位のグリニッジ平均時 (GMT) を知らないとその後の天測計算が不正確になる。
ポリネシア、ミクロネシアの先住民は航海カヌーで広大な海域に点在する島を移動するため、目視による天測航法と海流や波浪、生物相、風向の観測を組み合わせたウェイファインディングと呼ばれる航海術を発達させた。

## 例

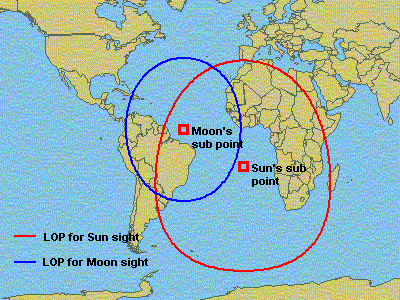
位置の線(LOP)の概念図

右の図は、高度差法による位置決定の背後にある概念を示したものである。天測航法には他に時辰儀経度法（時辰儀とはクロノメーターのこと）と傍子午線法という技法もある。右の地図に示した2つの円は、2005年10月25日12:00(GMT)の時点の太陽と月の位置の線を表している。このとき、船上の航海士が六分儀を使って月の高度角を測定したら56度だった。10分後、太陽の高度角を測定したところ40度だった。これらの位置の線を計算で求め、図に描く。太陽と月を同じ位置から観測して高度角を得ているので、この船は2つの円が交差している2地点のどちらかにあることになる。
この例では、マデイラ諸島の西約350海里 (650 km) の大西洋上か、パラグアイ共和国アスンシオンの南西約90海里 (170 km) の南アメリカ大陸内である。ほとんどの場合2つの交点は数千マイルも離れているので、観測を行った者にとってはどちらが正しい位置かは自明である。この例の場合、船が内陸にあることは考えにくいので、大西洋上の交点が正しいと考えられる。なお、この地図上の位置の線は円というには歪んでいるが、これは地図の投影法によるものである。地球儀上に描けば真円になる。
さらに言えば、2つの交点では太陽と月の位置関係が逆になる（南アメリカでは月は太陽の左にあり、大西洋上では月は太陽の右にある）。観測者にとってはその位置関係は自明なので、これによっても位置を1カ所に決めることができる。

## 角度計測

六分儀を使って水平線上に出ている太陽の高度角を測定する様子

正確な高度角の測定法は長い年月をかけて発展してきた。最も単純な方法は腕を伸ばした状態の手で測るもので、指1本の幅が1.5度強に相当する。正確な高度角計測のため、カマル、航海用アストロラーベ、八分儀、六分儀といった計測器が開発され、正確さが向上していった。八分儀と六分儀は視地平からの角度を計測するもので、装置のポインタの配置による誤差を除去するため最も正確であり、二重鏡のシステムが装置の相対的な動きをキャンセルするので、対象物と視地平を安定的に見ることができる。
航海士は度、分、秒という単位で地球上の距離を測定する。1海里は1852メートルだが、これは地球の緯度1分に相当する子午線弧長にほぼ等しい。六分儀は0.2分未満の正確さで測定値を読み取り可能である。つまり観測者の位置を（理論上は）0.2海里以内（約370メートル）の正確さで決定できる。航海士ならば、移動中の船舶の位置を2.8km以内の誤差で決定でき、陸地の見えない洋上ではこれで安全に航行できる。

## 実際の航法
実際の天測航法には、時刻を測るクロノメーターと角度を測る六分儀、天体の位置を知るための航海年鑑（または航空年鑑、天測暦とも）、高度方位角計算のための天測計算表、その付近の地図（海図）を使用する。天測計算表では、足し算と引き算しか必要としない。ノートパソコンや科学技術計算用の電卓があれば、即座に六分儀の測定値から位置の線を求めることができる。手で計算する方法であっても、1日か2日の訓練で天測航法の計算方法をマスターできる。
現代では推測航法の修正に天測航法と衛星測位システムを組み合わせて使う。推測航法とはある時点の船舶の位置と進路の方位と速度から位置を推定する航法である。複数の方法を同時に使用することで誤差を検出し、手順を単純化できる。この場合、航海士は時折六分儀を使って太陽の高度角を測定し、事前に正確な時刻と推定の観測位置に基づいて計算した高度角を比較する。地図に位置の線を直線として書き込み、それが推測航法の航路から数マイル以上離れている場合、さらに観測を行って、推測航法の起点を再設定する。
機械的故障や電気的故障がある場合、太陽の位置の線を1日に数回求め、その結果に基づいて推測航法で大まかなランニングフィックスを行う。

### 緯度
緯度は、正午に太陽の高度角を測定するか（正午天測法）、北半球ならばポラリス（現在の北極星）の高度角を測定することで得られる。現在、ポラリスは常に天の北極の1度以内にある。例えば北極星の高度角が10度なら、観測者は赤道から北に約10度の緯度にいることになる。高度角は一般に視地平からの仰角で計測するが、これは天頂の位置を正確に知るのが難しいためである。もやなどがかかって水平線が見えない場合、水準器を使う。
緯度はまた、恒星が時間と共に移動する方向によっても決定できる。恒星が東から昇ってきて、真っ直ぐ上に向かうなら赤道上にいるとわかる。南に向かって昇っていくなら赤道より北にいることになる。また恒星の位置は地球が太陽の周りを移動することで変化するため、毎日約1度ずつ変化する。この変化を正確に計測できれば、三角法を使って緯度を求めることもできる。

### 経度
経度も同様の方法で求めることができる。北極星の高度角を正確に計測できるなら、同様に東または西の視地平付近の恒星について同様の測定をすることで経度がわかる。地球は1時間に約15度の速度で回転しているため、そのような計測には正確な時刻を知ることが必須となる。時刻にずれがあると、経度を大きく間違う可能性がある。正確なクロノメーターが使えるようになる前は、経度は月の動きや木星の衛星群の観測で行われていた。そして、そのような観測は天文学者以外には複雑すぎるものだった。
経度測定問題は解決に数世紀を要した（経度の歴史）。1700年代に2つの技法が生まれ、どちらも今でも使われている。それがクロノメーターを使わない月距法とクロノメーターを使う時辰儀経度法である。

#### 月距法
月距法（Lunar distance method）と呼ばれる古い技法は18世紀に改良された。現在は六分儀を趣味とする人や歴史家ぐらいしか使っていないが、時計がない場合や長い航海で時計の正確さが疑われる場合には十分使える技法である。月距法では、月と太陽または黄道付近に位置する恒星との距離（角度）を正確に計測する。各種誤差について補正したあとの角度は、ある時点で地球上の月が見えているどの地点で計測しても同じになる。古い航海年鑑にはその角度の表が掲載されていた。従って、それによって測定時のグリニッジ平均時がわかる。現代ではノートパソコンなどを使えば黄道近辺以外の天体を使って月との角度を計測することで瞬間的に計算することができる。グリニッジ平均時がわかれば、経度を測定することができる。

#### 時計の使用
正確な時刻がわかれば、六分儀による計測で経度がわかる。18世紀、より正確な航法のため正確なクロノメーターが次々と開発されていった（ジョン・ハリソン参照）。現代ではクロノメーター、クォーツ時計、原子時計に基づく標準電波、GPSの時刻情報などで正確な時刻がわかる。クォーツ腕時計は一般に日差0.5秒以内である。腕時計を常に身につけて体温に近い温度に保ち、ラジオの時報などで時々誤差を補正していれば、月差1秒以内に抑えることができる。古くは、天文学者が選んだ位置標識を使って六分儀でクロノメーターをチェックしていた。これは今では非常に珍しい技能である。
昔は船の中心付近の乾燥した部屋でジンバル上にクロノメーターを3台置いていた。観測に際してはクロノメーターに腕時計を合わせ、腕時計を観測現場で使ったので、クロノメーターは決して風や塩分に晒されないようになっていた。クロノメーターのぜんまいを巻くことや、3台のクロノメーターの相互の時刻合わせは航海士の仕事だった。今日でもそれは航海日誌に毎日記録され、午前直の八点鐘の前に船長に報告することになっている。航海士は船にある時計やカレンダーの設定も任されている。

## 現代の天測航法

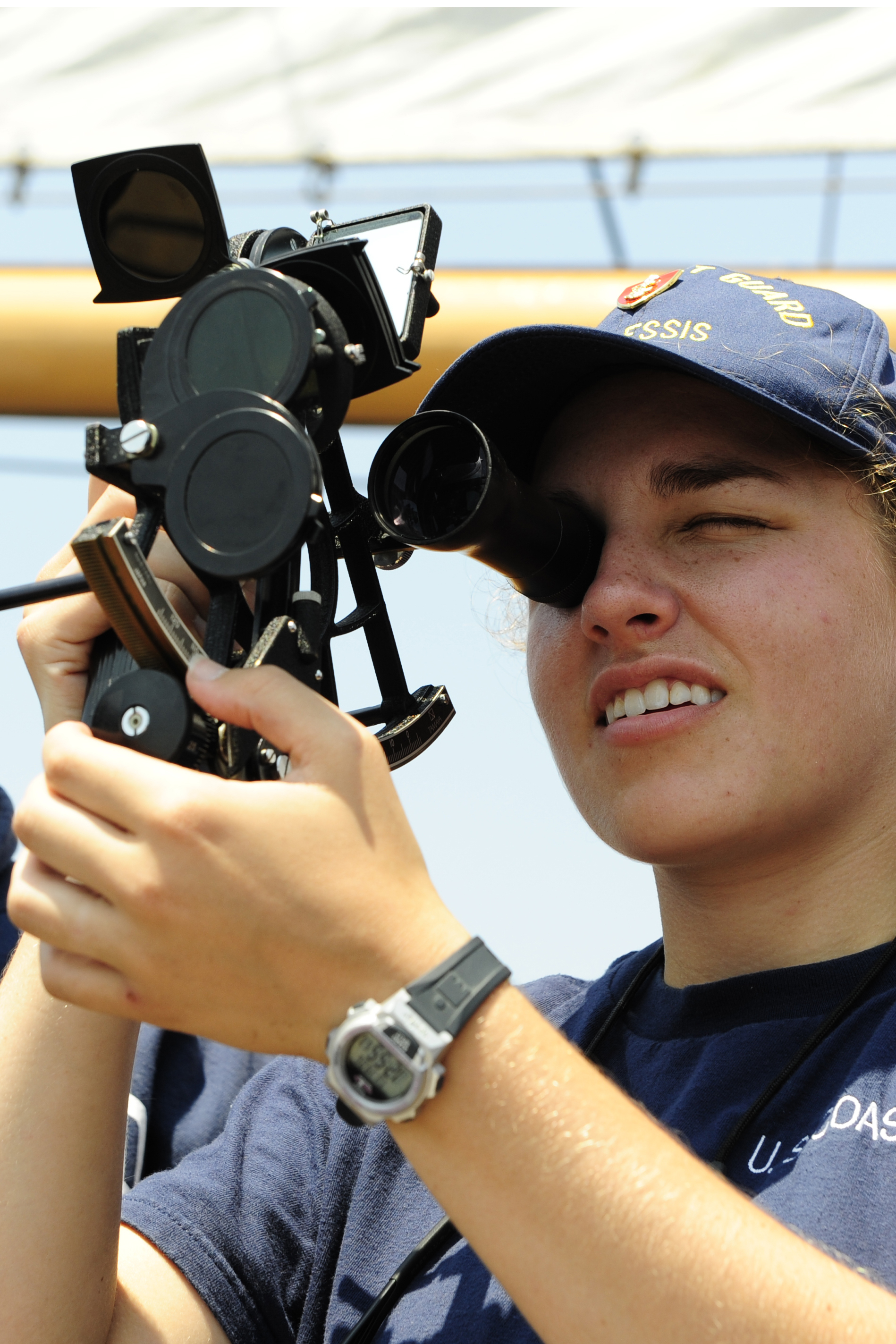
六分儀を覗くアメリカ沿岸警備隊の士官候補生（2012年）

天測航法の「位置の線」の概念は1837年、Thomas Hubbard Sumner がいくつかの近傍の緯度で経度を測定し、それを図にプロットしてみると1つの直線上に並んでいることを発見したことが始まりである。2つの天体について位置の線を求めると、その交点が観測位置だとわかり、同時に緯度と経度がわかる。19世紀後半には現代的な高度差法 (Marcq St. Hilaire) が開発された。この場合、天体の高度角と方位角を推定位置に基づいて計算し、観測された高度角と比較する。このときの差分を分で表した値が、観測対象の天体の直下点(GP)から現在位置にひいた線上の誤差となる。
衛星測位システム (GPS) の発達によって、天測航法は補助的なものとなっていったが、航空分野では1960年代まで、航海分野ではもっと最近までよく使われていた。しかし、単一の航法にのみ依存することは好ましくないため、多くの国では航海士は電子航法のバックアップとして天測航法に関する知識を有していなければならない。天測航法の大型商船での現在の使用法は、陸地の見えない外洋上での羅針盤の較正と誤差チェックである。
アメリカ空軍とアメリカ海軍は乗組員に1997年まで天測航法を習得させていた。これは、
- 陸上の補助なしで使える。
- 地球上のどこでも使える。
- 気象条件以外の妨害がない。
- 敵に傍受されるような信号を発することがない。

という理由からだった。
アメリカ海軍兵学校は、六分儀を使った航法の精度が5km程度なのに対して、衛星測位システムとコンピュータを使えば18mの精度で位置を特定できるということから、1998年春から天測航法を必修科目から外すことを発表した。現在も海軍士官候補生は六分儀の使い方を学んでいるが、測定値を使った計算は全てコンピュータに任せるようになっている。
2015年10月、ハッキング環境下でのGPS測位の信頼低下性から、アメリカ海軍兵学校の練習航海において天測航法の実習が再開されることとなった。
洋上を飛行する大型旅客機でも1960年代までに利用されており、航空士が六分儀で観測していた。1968年に生産が開始されたボーイング747の初期型にはコックピットの上部に六分儀用の窓（sextant port）が設置されていたが、慣性航法システムも搭載されており通常はこちらを利用していた。
現代でも海軍や沿岸警備隊、商船学校など船員を養成する機関では、航海訓練において体験学習として行っている。アメリカ沿岸警備隊では士官学校において帆船（USCGC イーグル）による訓練航海において、帆の張り方や六分儀を利用した天測航法など旧来の航海技術を体験する海洋実習を行っている。商船隊（イギリス）では士官教育で必修科目にしている。
1960年代中ごろ以降、電子機器とコンピュータを使って天体の位置を正確に計測できるようになった。このようなシステムは船舶やアメリカ空軍の航空機に搭載されており、非常に高い正確さで最大11個の恒星を（日中でも）観測することができ、それによってその乗り物の位置を91m以内の精度で特定できる。例えば高速偵察機SR-71には、慣性航法と恒星追跡を組み合わせたANS（astro-inertial navigation syatem）が搭載されていた。このような装置は非常に高価だが、現存するものは衛星測位システムのバックアップとして使われている。また、核戦争において一切の航法支援が受けられない状況を想定したり、あるいはそもそも依存しない設計とされた大陸間弾道弾や潜水艦発射弾道弾、戦略爆撃機においてはastro tracker、またはstar trackerと呼ばれる天測航法装置が現役である。
天測航法はヨットで外洋を航海する個人が使い続けている。乗組員が少ない船では、外洋を航海する際に天測航法が必須のスキルとされている。GPSの方が精度がよいが、天測航法を主に使う人もいるし、GPSのバックアップとして使う人もいる。

### 宇宙空間における天測航法
アポロ計画では、一種の天測航法で軌道の補正を行っていた。マーズ・エクスプロレーション・ローバーなど最近のミッションでは、姿勢制御に恒星追跡器などを使っている。
また深宇宙における位置の天測については、パルサーが放つX線を利用することで実現でき、ISSで行われた実験では目標計測精度16kmを8時間の観測で達成、システムの実証に成功した。

## 天測航法訓練装置
天測航法訓練装置はフライトシミュレータとプラネタリウムを組み合わせたもので、航空機の乗組員の訓練用である。
初期の例として第二次世界大戦で使われた Link Celestial Navigation Trainer がある。高さ14mの建物に収められており、爆撃機の全乗組員（操縦士、航空士、爆撃手）が搭乗可能なコックピットを備えていた。コックピットの計器に基づいて、操縦士がシミュレートされた航空機の操縦を行う。コックピットの上にはドームが設置されていて、そこに星座が映し出されているので、航空士がその恒星を観測して航空機の位置を判断する。航空機がシミュレートされた位置が変化するに従って、ドームに映し出される星の位置も変化していく。また、地上の様々な地点からの電波もシミュレートしており、航空士はそれも参考にして位置を把握する。
コックピットの下には "terrain plates" と呼ばれる大きな移動する地表の写真が設置されていて、乗組員に飛んでいるかのような感覚を与えると共に、爆撃手が爆撃目標を決定する訓練にも使われた。
この装置を操作する人員は装置の下の制御室にいて、天候のシミュレーション（風や雲）を制御していた。制御室ではシミュレートされた航空機の位置も把握しており、地図にマーカーを置いてそれを示していた。
Link Celestial Navigation Trainer はイギリス空軍が1939年に要求したことから製作された。イギリス空軍は60台を発注し、最初の1台は1941年に完成している。イギリス空軍が実際に使用したのは数台であり、残りはアメリカ空軍が数百台規模で使用した。